# Луцій Юній Сілан Торкват
Луцій Юній Сілан Торкват (лат. Lucius Junius Silanus Torquatus; 26 — 49) — політичний і військовий діяч Римської імперії.

## Життєпис
Походив з патриціанського роду Юніїв. Син Марка Юнія Силана, консула 19 року і Емілії Лепіди, прапраонук імператора Августа.
У 41 році був заручений з Октавією, донькою імператора Клавдія. Тоді ж увійшов до колегії арвальских братів, обіймав посаду вігінтвіра. У 42 році був міським префектом і керував Латинськими урочистостями. Згодом отримав право займати державні посади на п'ять років раніше законного терміну.
У 43 році брав участь у британській військовій кампанії Клавдія і був відправлений імператором до Риму, щоб повідомити сенату звістку про перемогу. У 44 році брав участь у тріумфі Клавдія над бритами. На честь цієї перемоги Клавдій надав Луцію Сілану тріумфальні почесті, незважаючи на його молодість.
У 45 році, під час святкування перемоги, Сілан організовував грошові роздачі населенню. У 48 році обіймав посаду претора у справах громадян та іноземців, а імператор Клавдій сплатив влаштовані ним гладіаторські ігри. Проте в цьому ж році проти Сілана почала інтригувати Агрипіна, бажаючи одружити з Октавією свого сина Нерона. Крім того, Сілан являв небезпеку і сам по собі, будучи прямим нащадком Августа. Луцій Вітеллій звинуватив Сілана в кровозмісному зв'язку з його сестрою Юнією Кальвіною. Йому було також висунуто звинувачення в змові проти Клавдія. За цим пішло позбавлення Сілана сенаторського стану, позбавлення його преторскої посади та розірвання заручин з Октавією. На початку 49 року, в день весілля Клавдія з Агрипиною, Сілан наклав на себе руки.